# Jury d'honneur
Un jury d'honneur est une réunion d’arbitres désignés pour décider d’une question qui intéresse l'honneur d'une personne.   
En France, il peut faire référence au Jury d’honneur, une juridiction administrative de dernier ressort, qui siégea entre avril 1945 et octobre 1946 pour juger  de l'inéligibilité d'anciens élus car considérés comme compromis avec l'Occupant allemand ou le régime de Vichy. 
Créé le 6 avril 1945 et placé sous la tutelle du ministre de l'Intérieur, le jury était composé de trois membres : le vice-président du Conseil d’État, René Cassin, en assure la présidence, assisté de Maxime Blocq-Mascart, communiste et représentant du Conseil national de la Résistance, et d'André Postel-Vinay, représentant de l'Ordre de la Libération.
Par l’ordonnance du 21 avril 1944, le gouvernement provisoire de la République française décide d’exclure, en déclarant inéligibles, les membres des gouvernements du 16 juin 1940 à la Libération, les fonctionnaires révoqués à la Libération, les profiteurs de guerre, les membres du Conseil national (l'assemblée consultative créée sous le régime de Vichy), les conseillers de Paris et les membres des conseils départementaux (sauf s’ils ont été élus avant 1940), et enfin les parlementaires ayant voté les pleins pouvoirs au maréchal Pétain en juillet 1940 ou ayant conservé une fonction après 1942, même honorifique. Ils peuvent cependant être relevés de cette condamnation par le préfet, disposition modifiée ensuite pour confier la décision au jury d'honneur.
Le jury siégea jusqu'au 25 octobre 1946 au Palais-Royal, à Paris, dans le bâtiment du Conseil d'État, corps d'origine de son président - mais traita encore quelques contentieux résiduels jusqu'en 1957 à la suite de pourvois en cassation devant le Conseil d'État.
Son personnel et ses rapporteurs étaient issus du ministère de l'Intérieur.